# Deursen en Dennenburg
Deursen en Dennenburg est une ancienne commune néerlandaise de la province du Brabant-Septentrional sur la rive gauche de la Meuse.
Deursen était une paroisse et Dennenburg une ancienne seigneurie dans le Pays de Ravenstein.
En 1700, Deursen et Dennenburg s'associent pour former l'ancienne commune Deursen en Dennenburg qui a existé jusqu'en 1923, date de l'annexion par l'ancienne commune de Ravenstein, qui à son tour s'est attachée en 2003 à la commune d'Oss.
Pour des informations plus amples, voir les anciens villages de Deursen et Dennenburg. Ils sont d'ailleurs regroupés pour ne former dans les statistiques qu'une localité Deursen-Dennenburg qui a 639 habitants en 2005.

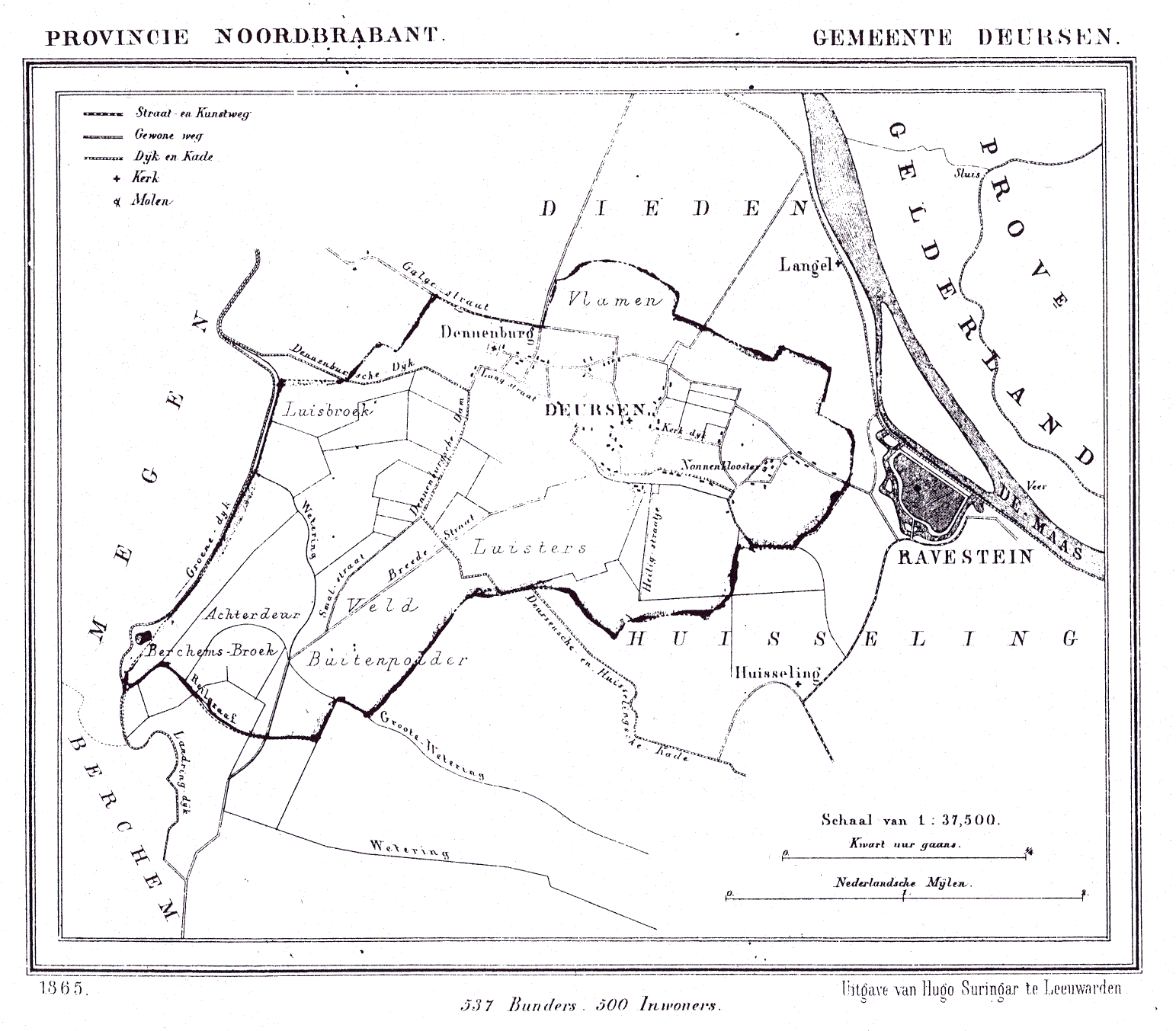
Carte de Deursen en Dennenburg en 1865

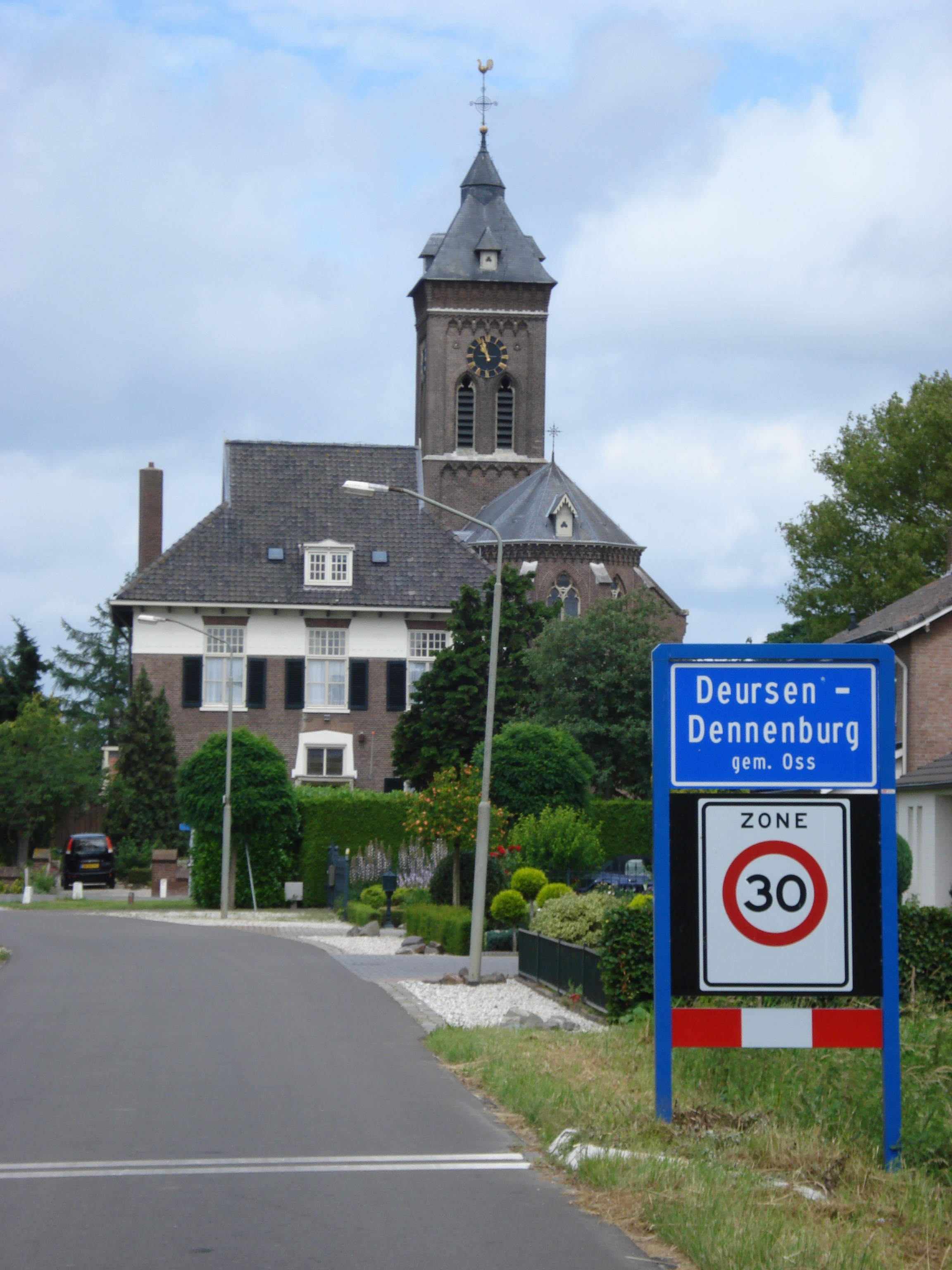
Deursen

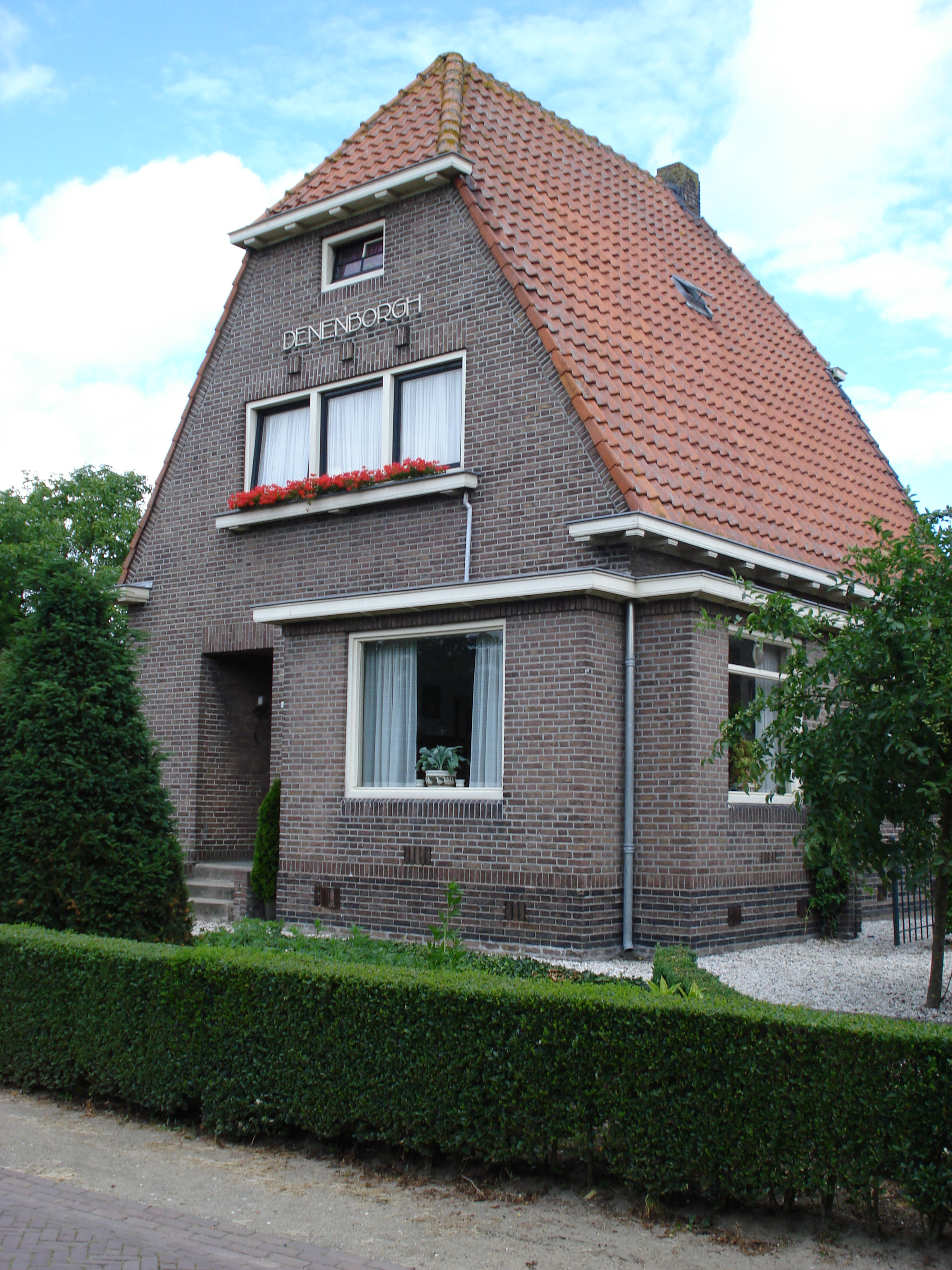
Dennenburg